# Communauté de communes du Pays Boulageois
Die Communauté de communes du Pays Boulageois ist ein ehemaliger französischer Gemeindeverband mit der Rechtsform einer Communauté de communes im Département Moselle in der Region Grand Est. Sie wurde am 14. November 2007 gegründet und umfasste 26 Gemeinden. Der Verwaltungssitz befand sich im Ort Boulay-Moselle.

## Historische Entwicklung
Mit Wirkung vom 1. Januar 2017 fusionierte der Gemeindeverband mit der Communauté de communes de la Houve und bildete so die Nachfolgeorganisation Communauté de communes Houve-Pays Boulageois.

## Ehemalige Mitgliedsgemeinden
1. Bannay
2. Bettange
3. Bionville-sur-Nied
4. Boulay-Moselle
5. Brouck
6. Condé-Northen
7. Coume
8. Denting
9. Éblange
10. Gomelange
11. Guinkirchen
12. Helstroff
13. Hinckange
14. Mégange
15. Momerstroff
16. Narbéfontaine
17. Niedervisse
18. Obervisse
19. Ottonville
20. Piblange
21. Roupeldange
22. Téterchen
23. Valmunster
24. Varize-Vaudoncourt
25. Velving
26. Volmerange-lès-Boulay